# Lamorville
Lamorville és un municipi francès situat al departament del Mosa i a la regió del Gran Est. L'any 2007 tenia 284 habitants.

## Demografia

### Població
El 2007 la població de fet de Lamorville era de 284 persones. Hi havia 116 famílies, de les quals 28 eren unipersonals (16 homes vivint sols i 12 dones vivint soles), 44 parelles sense fills, 36 parelles amb fills i 8 famílies monoparentals amb fills.
La població ha evolucionat segons el següent gràfic:
Habitants censats

### Habitatges
El 2007 hi havia 157 habitatges, 119 eren l'habitatge principal de la família, 21 eren segones residències i 17 estaven desocupats. 149 eren cases i 8 eren apartaments. Dels 119 habitatges principals, 100 estaven ocupats pels seus propietaris, 16 estaven llogats i ocupats pels llogaters i 3 estaven cedits a títol gratuït; 1 tenia una cambra, 2 en tenien dues, 11 en tenien tres, 27 en tenien quatre i 78 en tenien cinc o més. 104 habitatges disposaven pel capbaix d'una plaça de pàrquing. A 47 habitatges hi havia un automòbil i a 59 n'hi havia dos o més.

### Piràmide de població
La piràmide de població per edats i sexe el 2009 era:
| Homes | Edats   | Dones |
| ----- | ------- | ----- |
| 0     | 95 o +  | 0     |
| 0     | 90 a 94 | 4     |
| 4     | 85 a 89 | 0     |
| 0     | 80 a 84 | 4     |
| 8     | 75 a 79 | 0     |
| 4     | 70 a 74 | 12    |
| 12    | 65 a 69 | 12    |
| 0     | 60 a 64 | 12    |
| 12    | 55 a 59 | 0     |
| 8     | 50 a 54 | 16    |
| 4     | 45 a 49 | 0     |
| 20    | 40 a 44 | 8     |
| 8     | 35 a 39 | 16    |
| 4     | 30 a 34 | 12    |
| 4     | 25 a 29 | 8     |
| 4     | 20 a 24 | 0     |
| 4     | 15 a 19 | 4     |
| 16    | 10 a 14 | 16    |
| 4     | 5 a 9   | 4     |
| 12    | 0 a 4   | 16    |

## Economia
El 2007 la població en edat de treballar era de 176 persones, 120 eren actives i 56 eren inactives. De les 120 persones actives 108 estaven ocupades (60 homes i 48 dones) i 12 estaven aturades (3 homes i 9 dones). De les 56 persones inactives 22 estaven jubilades, 18 estaven estudiant i 16 estaven classificades com a «altres inactius».

### Ingressos
El 2009 a Lamorville hi havia 119 unitats fiscals que integraven 294 persones, la mediana anual d'ingressos fiscals per persona era de 15.415 €.

### Activitats econòmiques
Dels 2 establiments que hi havia el 2007, 1 era d'una empresa de serveis i 1 d'una empresa classificada com a «altres activitats de serveis».
L'any 2000 a Lamorville hi havia 16 explotacions agrícoles que ocupaven un total de 1.508 hectàrees.

## Poblacions més properes
El següent diagrama mostra les poblacions més properes.